# Networking (biznes)
Networking – proces wymiany informacji, zasobów, wzajemnego poparcia i możliwości, prowadzony dzięki korzystnej sieci wzajemnych kontaktów.

## Idea
Idee networkingu promują m.in. portale społecznościowe, jednak najpełniejszym jego przejawem jest networking biznesowy, pojmowany jako sieć trwałych kontaktów biznesowych. Pielęgnowanie kontaktów, nawiązywane znajomości z jak najszerszymi kręgami przedsiębiorców z różnych branż, sprzyja efektywnej wymianie informacji oraz życzliwej atmosferze biznesu.
Działania networkingowe polegają na obopólnym rekomendowaniu swoich usług, dzieleniu się wiedzą oraz udzielaniu pomocy, jeśli jest ona potrzebna. Kontakty networkingowe opierają się na wzajemnym zaufaniu i poparciu. Dla networkingu kluczowe jest budowanie długotrwałych relacji opartych na obustronnych korzyściach.
Networking odgrywa szczególną rolę w obsadzaniu wyższych stanowisk. Z jednej strony firma headhunterska dociera do liderów opinii i prosi o rekomendacje, z drugiej zaś bywa, że menedżer sygnalizuje zaufanym osobom chęć zmiany miejsca pracy.

## Pułapki networkingu
„Networking nie pomoże odnieść sukcesu w karierze ani biznesie” - napisał  w "New York Times” prof. Adam Grant, zajmujący się psychologią organizacji w Wharton School Uniwersytetu Pensylwanii, jeden z dwudziestu pięciu najbardziej wpływowych myślicieli w dziedzinie zarządzania (ang. management thinkers) na świecie. Według jego opinii, networking popychający początkujących przedsiębiorców do nawiązywania kontaktów z ludźmi bogatszymi bądź ważniejszymi od siebie stał się „bardzo brudny” (ang. „dirty”), gdyż opiera się na niesłusznym przekonaniu, że „nieważne co się umie, tylko kogo się zna”. Błędem jest pojmowanie sukcesu jako premii dla „ujmujących rozmówców i społecznościowych motyli”. Poleganie na magicznej mocy networkingu nieuchronnie wiedzie do klęski, obnażając brak wartościowych fundamentów, mogących zapewnić organizacji trwałość i perspektywy rozwoju.

"Sam networking prowadzi do pustych transakcji, nie bogatych relacji"
prof. Adam Grant, „New York Times”, 24. sierpnia 2017

Szerokie i stabilne sieci kontaktów wypracowują osoby które, odrzucając strategię bywalców bankietów przekierowują uwagę z pozyskiwania kontaktów na wysoką efektywność pracy. Szczególnie w sytuacji braku atrybutów statusowych takich jak bogactwo, prestiż, czy pochodzenie, zamiast skupiać się na kwestiach relacyjnych należy promować własne idee, nie myląc ich jednakże z autopromocją. Przemawiać winna praca i osiągnięcia, a nie wizytówki. Powodzenie w biznesie nie opiera się bowiem na wyimaginowanych walorach networkingu, ale na konkretnych kompetencjach i wyjątkowości, czego następstwem jest uznanie i awans społeczny. Zamiast więc „przepychać się przez ludzi”, należy najpierw zostać dobrym fachowcem, aby następnie znaleźć się w orbicie ich zainteresowań. Wówczas sieć kontaktów pojawia się jako naturalna konsekwencja osiągniętej pozycji.
W książce pt. „Buntownicy”, prof. Adam Grant zadaje kłam utartej wizji sukcesu i zachęca, aby postępować wbrew prawidłom networkingu, zrywając z konformizmem i towarzyską gładkością. Do skutecznych metod zalicza: wychodzenie z konwencji, rzucanie wyzwań i stawianie niewygodnych pytań przełożonym, kwestionowanie istniejącego porządku, domaganie się krytyki od współpracowników, gotowość do podejmowania kontrowersyjnych decyzji.

## Kluby i organizacje networkingowe
W krajach o gospodarce wolnorynkowej istnieje bardzo duża liczba różnego rodzaju organizacji, których głównym lub pobocznym profilem działalności jest networking. Nawet w mniejszych miejscowościach znajduje się czasem po kilka tego typu klubów. Są one często tworzone przez podmioty prywatne w celu zysku (członkowie muszą uiszczać składkę). Jednak także miasta otwierają własne kluby networkingowe połączone z inkubatorem przedsiębiorczości w celu pobudzania i rozwoju przedsiębiorczości.

## Networking w internecie
Networking uprawia się także intensywnie poprzez internet. Robi się to głównie poprzez portale społecznościowe (Facebook czy LinkedIn) czy e-mail. Zaletą kontaktów internetowych jest prostota i szybkość dotarcia do drugiej osoby. Minusem jest powierzchowność kontaktów.

## Literatura
1. Adam M. Grant, "Buntownicy. Kreatywni liderzy zmieniają świat", Warszawa 2017, Wydawnictwo MT Biznes, ISBN 978-83-8087-458-9
2. Adam M. Grant, wywiad dla "New York Times", 24. sierpnia 2017
3. Ivan Misner: „The World’s Best Known[Marketing Secret”,
4. Frank Walicht: „Networking”,
5. Grzegorz Turniak, Witold Antosiewicz: „Praktyczny poradnik networkingu”,
6. Roman Wendt, Grzegorz Turniak: „Profesjonalny networking, czyli kontakty które owocują”,
7. Daphne Clifton: „Skuteczny networking”, Larry James: „10 założeń networkingu. Jak w pełni wykorzystywać swoje znajomości”,
8. Beata Kapcewicz: "Networking w Karierze. Jak odnieść sukces dzięki sieci kontaktów?"